# Image4
『image4 quatre』（イマージュ・キャトル）は、2004年1月21日にソニー・ミュージックジャパン インターナショナル（ソニー・クラシカル）から発売されたニューエイジ・ミュージックのコンピレーション・アルバム・『image』シリーズ第4弾。規格品番：SICC-181。

## 収録曲
1. 曹雪晶／put your hands up (4:38)  
  - 作曲：坂本龍一　編曲：久米大作
  - TBS系「筑紫哲也 NEWS23」テーマ曲カバー
2. 小松亮太／目覚め～ネスカフェ・ゴールドブレンドのテーマ (3:21) 
  - 作曲：八木正生　編曲：熊田洋
  - ネスカフェ・ゴールドブレンドCM曲カバー
3. イム・ヒョンジュ／サリー・ガーデンズ (4:36) 
  - 伝承曲
  - JAL提供 フジテレビ「リ・フ・レ」 CMソング
4. ヤーヌシュ・オレイニチャク／「夜想曲第20番嬰ハ短調 (遺作)」 (4:06)  
  - 作曲：ショパン
  - 映画「戦場のピアニスト」サウンドトラックより
5. 葉加瀬太郎／流転の王妃・最後の皇弟 メインテーマ (イマージュ・エディション) (5:28) 
  - 作曲：葉加瀬太郎
  - テレビ朝日開局45周年記念ドラマ「流転の王妃・最後の皇弟」メインテーマ曲
6. 羽毛田丈史／文明の道 (3:35) 
  - 作曲：羽毛田丈史
  - NHKスペシャル「文明の道」テーマスペシャルヴァージョン
7. タン・ドゥン／HERO序曲 (4:22)
  - 作曲：タン・ドゥン
  - 映画「HERO」サウンドトラックより
8. 加古隆／富の攻防 (4:46) 
  - 作曲：加古隆
  - NHKスペシャル「地球市場～富の攻防」テーマ曲
9. 宮本文昭、矢部達哉 & 長谷川陽子／A RIVER,FLOWING BACK TO THE OCEAN (4:39)
  - 作曲：岩代太郎
  - NHKテレビ放送50周年記念ドラマ「川、いつか海へ」テーマ曲
10. オペラベイブス／ワン・ファイン・デイ (3:02) 
  - 作曲：プッチーニ　編曲：ジョン・コーエン&デニ・ルー
11. 二村英仁／夢みる葡萄 ～メインテーマ (2:42) 
  - 作曲：渡辺俊幸
  - NHK連続ドラマ「夢みる葡萄～本を読む女」メインテーマ曲
12. 鳥山雄司／The Song of Life (2003 version) (4:23) 
  - 作曲：鳥山雄司　編曲：ロビン・スミス
  - TBS系「世界遺産」テーマ曲新ヴァージョン
13. Cry & Feel it featuring 宮本文昭 Sound produced by 鳥山雄司／「ゆらり ゆらり」
  - 作詞：秦建日子　作曲：松岡宏明　編曲：鳥山雄司
  - テレビ朝日系「世界プチくら!」エンディングテーマ別ヴァージョン
14. 喜多嶋修 featuring 松島めみ／Floating Bridges (3:31)
  - 作曲：喜多嶋修，クリス・マンチネリ
  - NHKハイビジョンスペシャル「喜多嶋洋子・ネイティブアメリカンの夏」テーマ曲
15. ケイコ・リー／THE FLAME (4:15)
  - 作曲：ケイコ・リー
  - アニメ「京極夏彦 巷説百物語」（TMS・東宝・CBC・RKB・RCC）オープニングテーマ曲
16. 松谷卓／Stargazer (4:36) 
  - 作曲：松谷卓
  - テレビ朝日「スーパーJチャンネル」テーマ曲
17. ヨーヨー・マ／ブラジレイリーニョ (3:28) 
  - 作曲：W.アゼヴェート
  - JAL提供 フジテレビ「リ・フ・レ」テーマ曲
18. ラファエル・フォン・ブライドン／ラ・カンパネラ  (3:31) 
  - 作曲：リスト　編曲：EDISON
  - (社)宮城県宅建協会 TV・CF曲
19. ゴンチチ／Chinese Bellflower (2004 MIX) (4:18) 
  - 作曲：チチ松村　編曲：ゴンチチ
  - NHK BS2 クロージングテーマ曲